# Hyvinkää Falcons 2019
Questa voce raccoglie le informazioni riguardanti gli Hyvinkää Falcons nelle competizioni ufficiali della stagione 2019.

## II-divisioona 2019

### Stagione regolare
| Hyvinkää 16 giugno 2019, ore 12:00 2ª giornata | Hyvinkää Falcons | 26 – 6 | Oulu Northern Lights | Kankurin Liikuntapuisto |

| Rovaniemi 29 giugno 2019, ore 14:00 3ª giornata | Rovaniemi Nordmen | 35 – 13 | Hyvinkää Falcons | Susivouti |

| Jyväskylä 6 luglio 2019, ore 14:00 4ª giornata | Hyvinkää Falcons | 13 – 6 | Kuopio Steelers Veljmiehet | Viitaniemen kenttä |

| Jyväskylä 13 luglio 2019, ore 17:15 5ª giornata | Jyväskylä Jaguars | 21 – 6 | Hyvinkää Falcons | Viitaniemen kenttä |

| Oulu 21 luglio 2019, ore 12:00 6ª giornata | Oulu Northern Lights | 18 – 0 | Hyvinkää Falcons | Castrenin urheilukeskus |

| Hyvinkää 17 agosto 2019, ore 14:00 8ª giornata | Hyvinkää Falcons | 0 – 35 | Rovaniemi Nordmen | Perttulan kentät |

## Statistiche di squadra
| Competizione      | %Vittorie | In casa | In casa | In casa | In casa | In casa | In casa | In trasferta | In trasferta | In trasferta | In trasferta | In trasferta | In trasferta | Totale | Totale | Totale | Totale | Totale | Totale |
| Competizione      | %Vittorie | G       | V       | N       | P       | Pf      | Ps      | G            | V            | N            | P            | Pf           | Ps           | G      | V      | N      | P      | Pf     | Ps     |
| ----------------- | --------- | ------- | ------- | ------- | ------- | ------- | ------- | ------------ | ------------ | ------------ | ------------ | ------------ | ------------ | ------ | ------ | ------ | ------ | ------ | ------ |
| Stagione regolare | .333      | 3       | 2       | 0       | 1       | 39      | 47      | 3            | 0            | 0            | 3            | 19           | 74           | 6      | 2      | 0      | 4      | 58     | 121    |
| Totale            | .333      | 3       | 2       | 0       | 1       | 39      | 47      | 3            | 0            | 0            | 3            | 19           | 74           | 6      | 2      | 0      | 4      | 58     | 121    |